# José de Oliveira San-Bento
José de Oliveira San-Bento (Ribeira Grande (Açores), 21 de abril de 1893 — Ponta Delgada, 22 de janeiro de 1975) foi um advogado que se destacou como jornalista, poeta e escritor.

## Biografia
Nasceu na freguesia da Matriz de Nossa Senhora da Estrela da então vila da Ribeira Grande, na costa norte da ilha de São Miguel, oriundo de uma família sem posses que lhe permitissem continuar os estudos para além do ensino primário. Seguindo o percurso típico dos jovens açorianos que nessas pretendiam continuar estudos, ingressou no Seminário Diocesano de Angra, em Angra do Heroísmo, na ilha Terceira, mas ao fim de dois anos foi obrigado a abandonar a instituição por manifesta falta de vocação para os estudos religiosos. Aos 16 anos de idade ingressou no Exército Português como voluntário, requerendo licença para estudos.
Quando a licença para estudos terminou empregou-se como secretário particular de Aires Jácome Correia, o marquês de Jácome Correia, o que lhe permitiu continuar os estudos. Em 1912, quando frequentva o 5.º ano do Liceu, publicou a colectânea de poemas Lua e Mar, o seu primeiro livro. Por essa altura passou a trabalhar no jornal A República, de Ponta Delgada, periódico político dirigido por Francisco Luís Tavares.
Concluído o ensino secundário, fixou-se em Lisboa em 1915 onde se matriculou no curso de Direito da recém criada Universidade de Lisboa, passando a trabalhar para a imprensa periódica daquela cidade. Passou também a ser o correspondente em Lisboa do Alvorada (que mudaria de nome em 1927 para Diário de Notícias), jornal da comunidade de língua portuguesa em New Bedford, o que lhe garantiu os meios para prosseguir os seus estudos. Ainda universitário, colaborou no jornal O Protesto (1916), órgão do Centro Socialista Antero de Quental, de Ponta Delgada.
Após uma interrupção para cumprimento do serviço militar obrigatório, licenciou-se em 1922, regressando à ilha de São Miguel, onde se instalou como advogado na vila da Ribeira Grande. Anos depois transferiu-se para Ponta Delgada, onde continuou a advocacia, mas foi progressivamente largando a sua colaboração na imprensa local, bem como desenvolvendo importante intervenção cultural em palestras e conferências.
Solidário com as lutas operárias da época, teve relevante militância política, tendo sido membro da comissão municipal da Partido Republicano Português da Ribeira Grande e, mais tarde, de Ponta Delgada. Foi candidato a deputado pelo círculo eleitoral de Ponta Delgada nas eleições de 1925. Apesar de oriundo da esquerda democrática, com o fim da Primeira República Portuguesa, acabou por ser absorvido pelas estruturas políticas do regime do Estado Novo.
Cultivou a poesia ao longo de toda a sua vida, deixando uma vasta obra dispersa por jornais e revistas, apara além das colectâneas poéticas que foi publicando. Ruy Galvão de Carvalho descreva a sua produção poética como «formalmente clássico-parnasiana e, conceptualmente, romântico-simbolista e de circunstância». Não aderiu ao modernismo, aparecendo por vezes a defender a os modos poéticos do século anterior.

## Obras publicadas
Para além de uma vasta obra dispersa por múltiplos periódicos, é autor das seguintes obras:
- Lua e Mar. Ponta Delgada, Tip. Diário dos Açores, 1912.
- Cartas da Beira-Mar. Ponta Delgada, Tip. Artes Gráficas, 1916.
- Ao Cair da Noite. Ponta Delgada, Tip. Central, 1917.
- Poema do Atlântico. Ponta Delgada, Tip. Diário dos Açores, 1918.
- Espirais de Fumo. Angra do Heroísmo, Tip. Andrade, 1922.
- O Velho do Restelo. Ponta Delgada, Tip. Diário dos Açores, 1927.
- O Clamor das Sombras. Ponta Delgada, Papelaria Micaelense, 1933.
- O Auto de Portugal Eterno. Ponta Delgada, Tip. Correio dos Açores, 1940.
- O Fulgor. Ponta Delgada, Tip. Artes Gráficas, 1942.
- A Ilha em Prece. Ponta Delgada, Tip. Diário dos Açores, 1946.
- Vulcão em Flor. Ponta Delgada, Tip. Diário dos Açores, 1947.
- Riscos na Bruma. Ponta Delgada, Tip. Âmbar, 1952.
- Ilha de Glória. Angra do Heroísmo, Liv. Andrade, 1960.
- Asas de Luz: poemas do Senhor Santo Cristo. Ponta Delgada, Tip. Diário dos Açores, 1970.